# Вули, Тревор
Тревор Д. Вули английский математик, профессор математики Бристольского университета.  Сфера его интересов включает теорию чисел, диофантовы уравнения, гармонический анализ, теорию и приложения экспоненциальных сумм.  Он внес выдающийся вклад в решение проблемы Варинга, за что был награждён премией Салема в 1998 году.  
Степень  бакалавра он получил 1987 году в Кембриджском университете, а степень  доктора философии, под руководством Роберта Ч. Вогана в 1990 году в Лондонском университете.  В 2007 году он был избран в Королевское общество.

## Основной вклад в науку
Т. Вули получил новую оценку известной функции Харди {\displaystyle G(n)} в проблеме Варинга. А именно, установил, что для некоторой константы {\displaystyle C},
{\displaystyle G(n)\leq n\log n+n\log \log n+Cn.}

## Премии и звания
- Премия Салема, 1998 год.
- Приглашенный докладчик, Международный математический конгресс, Пекин 2002 год.
- Член Королевского общества, 2007 год.

## Важнейшие работы
- Trevor D. Wooley, Large improvements in Waring's problem. Ann. of Math. (2) 135 (1992), no. 1, 131—164.
- Trevor D. Wooley, Quasi-diagonal behaviour in certain mean value theorems of additive number theory. J. Amer. Math. Soc. 7 (1994), no. 1, 221—245.
- Trevor D. Wooley, Breaking classical convexity in Waring's problem: sums of cubes and quasi-diagonal behaviour. Invent. Math. 122 (1995), no. 3, 421—451.